# Анамбра
Анамбра е щат във Нигерия с площ 4844 км2 и население 4 887 379 души (2007). Административен център е град Авка.

## Население
Населението на щата през 2007 година е 4 887 379 души, докато през 1991 година е било 2 767 903 души.